# Plaque Philips
Die Plaque Philips (englisch Philips Plaque) war eine Eishockeytrophäe, die von der Ligue de hockey junior majeur du Québec (LHJMQ) jährlich an den Spieler der Liga verliehen wurde, der zum Saisonende prozentual die meisten Bullys gewonnen hatte. Dafür musste jedoch eine Mindestzahl von Bullys bestritten werden.
Die Auszeichnung wurde erstmals in der Saison 1997/98 vergeben. Nach der Spielzeit 2001/02 wurde die Verleihung der Auszeichnung eingestellt.

## Gewinner
| Jahr    | Spieler          | Team                         | Siegquote (%) |
| ------- | ---------------- | ---------------------------- | ------------- |
| 2001/02 | Pierre-Luc Émond | Cape Breton Screaming Eagles | 62,1          |
| 2000/01 | Pierre-Luc Émond | Voltigeurs de Drummondville  | 60,8          |
| 1999/00 | Éric Pinoul      | Castors de Sherbrooke        | 61,6          |
| 1998/99 | Éric Demers      | Moncton Wildcats             | 63,0          |
| 1997/98 | Éric Demers      | Tigres de Victoriaville      | 1– 1          |